# National Basketball Association 1955-1956
La stagione della National Basketball Association 1955-1956 fu la 10ª edizione del campionato NBA. La stagione si concluse con la vittoria dei Philadelphia Warriors, che sconfissero i Fort Wayne Pistons per 4-1 nelle finali NBA.

## Squadre partecipanti
- Boston Celtics
- Ft. Wayne Pistons
- Minneapolis Lakers
- N.Y. Knicks

- Philad. Warriors
- Rochester Royals
- St. Louis Hawks
- Syracuse Nationals

## Classifica finale

### Eastern Division
| Squadra            | V  | P  | %    | GB |
| ------------------ | -- | -- | ---- | -- |
| Philad. Warriors C | 45 | 27 | 62,5 | -  |
| Boston Celtics     | 39 | 33 | 54,2 | 6  |
| N.Y. Knicks        | 35 | 37 | 48,6 | 10 |
| Syracuse Nationals | 35 | 37 | 48,6 | 10 |

### Western Division
| Squadra            | V  | P  | %    | GB |
| ------------------ | -- | -- | ---- | -- |
| Ft. Wayne Pistons  | 37 | 35 | 51,4 | -  |
| Minneapolis Lakers | 33 | 39 | 45,8 | 4  |
| St. Louis Hawks    | 33 | 39 | 45,8 | 4  |
| Rochester Royals   | 31 | 41 | 43,1 | 6  |

## Vincitore
| Campione NBA 1955-1956            |
| --------------------------------- |
| Philadelphia Warriors (2º titolo) |

## Statistiche
| Categoria | Giocatore     | Squadra               | Stat  |
| --------- | ------------- | --------------------- | ----- |
| Punti     | Bob Pettit    | St. Louis Hawks       | 1.849 |
| Rimbalzi  | Bob Pettit    | St. Louis Hawks       | 1.164 |
| Assist    | Bob Cousy     | Boston Celtics        | 642   |
| FG%       | Neil Johnston | Philadelphia Warriors | 45,7  |
| FT%       | Bill Sharman  | Boston Celtics        | 86,7  |

## Premi NBA
- NBA Most Valuable Player Award: Bob Pettit, St. Louis Hawks
- NBA Rookie of the Year Award: Maurice Stokes, Rochester Royals
- All-NBA First Team:
  - Bob Cousy, Boston Celtics
  - Paul Arizin, Philadelphia Warriors
  - Neil Johnston, Philadelphia Warriors
  - Bob Pettit, St. Louis Hawks
  - Bill Sharman, Boston Celtics
- All-NBA Second Team:
  - Dolph Schayes, Syracuse Nationals
  - Maurice Stokes, Rochester Royals
  - Slater Martin, Minneapolis Lakers
  - Jack George, Philadelphia Warriors
  - Clyde Lovellette, Minneapolis Lakers